# Magallón
Magallón – gmina w Hiszpanii, w prowincji Saragossa, w Aragonii, o powierzchni 78,61 km². W 2011 roku gmina liczyła 1208 mieszkańców.